# Лауфер, Огюст
Огюст Лауфер (фр. Auguste Laufer; 18 марта 1861, Ла-Сарраз — 1 июня 1918, Морж) — швейцарский композитор.
С 1872 года занимался фортепиано под руководством Карла Эшман-Дюмюра. С 1881 года начал преподавать сам в Институте музыки в Лозанне (в дальнейшем — Лозаннская консерватория).
Основной труд Лауфера — собрание протестантских песнопений «Псалмы и гимны» (фр. Psaumes et Cantiques), над которым он работал с 1900 года; это собрание было опубликовано посмертно в 1926 года Лауфер написал также ряд других песен и вокальных сочинений религиозного характера. Отдельно опубликован его доклад «Музыка и мораль» (фр. La Musique et la Morale; Нёвшатель, 1905).
Среди учеников Лауфера был Анри Ганьебен.